# Pierre-Joseph Rey
Pierre-Joseph Rey, né le 22 avril 1770 à Mégevette et mort le 31 janvier 1842 à Annecy, est un évêque de la fin du XVIIIe siècle et du début du siècle suivant.

## Biographie

### Origines
Pierre-Joseph Rey naît le 22 avril 1770, à Mégevette, en Chablais,, dans le duché de Savoie qui appartient au royaume de Sardaigne. Issu d'une famille paysanne modeste, il est le fils d'Étienne Rey et de Joséphine Meynet. 

### Carrière
Il enseigne la philosophie au collège de Thonon.
Avec l'occupation du duché par les troupes révolutionnaires français à partir de 1792, il émigre en Suisse, à Lausanne, puis à Fribourg. Il est ordonné prêtre le 25 avril 1793. Il retourne dans le « Chablais comme missionnaire clandestin ».
En 1806, il est le secrétaire de l'évêque de Chambéry Dessolle,.
Il est archidiacre et vicaire général de Chambéry, en 1817.
Son rôle actif dans la Restauration sarde, lui permet d'être appelé à monter sur le trône épiscopal de Pignerol, en 1824.
En 1832, il monte sur le siège d'Annecy,.
En raison de sa carrière, il obtient le titre, honorifique, de Conseiller d'État.
Malade, Pierre-Joseph Rey meurt le 31 janvier 1842, à Annecy,.

### Articles liés
- Diocèse de Pignerol
- Diocèse de Genève
- Histoire de la Savoie de 1792 à 1815
- Histoire de la Savoie de 1815 à 1860